# Аркарка
Аркарка — река в Омской области России, протекает на юге Тарского района. Устье реки находится в 1421 км от устья по левому берегу Иртыша на высоте 55 м над уровнем моря.
Длина реки составляет 11 км.
Притоки (от истока): Жаренка (левый), Ржавец (правый).

## Данные водного реестра
По данным государственного водного реестра России относится к Иртышскому бассейновому округу, водохозяйственный участок реки — Иртыш от впадения реки Омь до впадения реки Ишим, без реки Оша, речной подбассейн реки — бассейны притоков Иртыша до впадения Ишима. Речной бассейн реки — Иртыш.